# Richard Hoche
Pour les articles homonymes, voir Hoche.
Richard Gottfried Hoche (28 septembre 1834 - 30 mars 1906) est un philologue et directeur de lycée allemand. Il a également contribué à environ 200 entrées du dictionnaire allemand Allgemeine Deutsche Biographie.

## Biographie
Richard Hoche est né à Aschersleben, une petite ville située à environ mi-chemin entre Magdebourg et Leipzig. Son père, Eduard Gustav Adolf Hoche (1807-1883), était un enseignant du secondaire: son grand-père était l'historien et théologien Johann Gottfried Hoche (en) (1762-1836). Du côté de sa mère, il était un neveu du gouverneur des écoles de la région  Christian Wilhelm Ludwig Eduard Suffrian (1805-1876).
Richard Hoche fréquente l'école secondaire à Zeitz avant de partir à l'Université de Berlin où, entre 1852 et 1855, il étudie la philologie classique et l'histoire. Après avoir passé les examens d'enseignement à Münster, le 15 mars 1855, il prend un poste d'enseignant au lycée (Gymnasium) de Minden. Il a obtenu son doctorat à l'Université de Leipzig en 1856, et passe quelques années suivantes à enseigner dans diverses écoles secondaires comme suit :
- Académie de chevalerie de Brandebourg-sur-la-Havel (automne 1856 - Pâques 1859)
- Lycée de Wetzlar (Pâques 1859 - automne 1863)
- Lycée de Wesel (automne 1863 - Pâques 1870)
- Lycée Wilhelm-Dörpfeld d'Elberfeld (Pâques - de 1870 à Pâques 1874)

Alors qu'il est à Wesel, il est promu au niveau d'enseignant en chef (Oberlehrer) puis, en 1867, au poste de directeur de l'école. Le poste à Elberfeld, comporte aussi une fonction de direction de l'école.
En décembre 1873 Hoche est nommé en tant que directeur de l'école d'érudition Saint-Jean à Hambourg, où il succède à Johannes Classen. Le 16 avril 1874, le maire de la ville, Gustav Heinrich Kirchenpauer promulgue la nomination, et Hoche rejoint le conseil d'administration le jour suivant. Sous la direction de Hoche, l'école adopte peu à peu le nouveau modèle prussien de "Gymnase (école)", mais ce n'est pas sans rencontrer de résistance de la part des enseignants et des parents. Hoche favorise également la construction de nouveaux bâtiments scolaires et la rénovation de ceux qui existent déjà, consacrant une énergie particulière à l'entretien et l'expansion de la bibliothèque de l'école établie par son prédécesseur, Classen. Hoche commence à réduire son temps d'enseignement en faveur d'autres projets liés à l'éducation, et en 1887, il arrête complètement d'enseigner, quittant l'école afin de prendre la responsabilité de la supervision et du développement de l'enseignement secondaire à l'échelle de Hambourg. Après douze ans de travail intensif, Richard Hoche prend sa retraite le 1er juillet 1900.
Outre son travail dans l'enseignement et l'administration de l'école, Hoche est devenu connu pour les différentes recensions, les conférences et les discours qui ont été publiés, mais ne sont plus disponibles. Il a également écrit plusieurs rapports et autres documents ayant trait à l'histoire de l'école Johanneum de Hambourg. Plus d'un siècle après sa mort, sa production publiée probablement la plus accessible est l'ensemble d'environ 200 entrées biographiques qu'il a apportées au dictionnaire Allgemeine Deutsche Biographie.